# A Fantázia Birodalmának hercegnői
A Fantázia Birodalmának hercegnői egyike a Tea Stilton által írt könyvsorozatoknak. Olaszul tizenhárom, magyarul hét kötete jelent meg.

## Szereplők

### A jéghercegnő
- Nives a jéghercegnő. Minden bizonnyal a legbátrabb a hercegnők közül. Erős temperamentumú, vasakaratú és szívós; gyakran kockáztatja az életét másokért. Nehéz megszerezni a bizalmát, de ha sikerül, akkor nagyon szeretetteljes a körülötte lévőkkel. 18 éves.
- Berglind bárónő Nives idős nagynénje, aki olykor szigorú, de mindig a legjobbat akarja az unokahúgának.
- Arla és Erla Arcandida kastélyának két szakácsnője. Cserfes és makacs nővérek, akik állandóan vitatkoznak egymással.
- Gunnar a birodalom legnagyobb fehér farkasa, Arcandida őre. Figyelő szeme mindent lát, csalhatatlan ösztönét senki sem csaphatja be.
- Haldorr Arcandida könyvtárosa. Szenvedélyes tudós, az udvar egyik legfontosabb embere.
- Helgi az udvar kertésze. Ő az egyetlen, aki ismerte Nives apját, a Bölcs Királyt.
- Olafur Arcandida lakája. Mindig tökéletes megjelenésű, és soha nem veszíti el a hidegvérét.
- Thina és Tallia Nives két unokahúga. Tallia, a kisebb testvér élénk tekintetű, eleven gyerek. Thina, a nővére okosabb és érettebb, nagy, értelmes szemekkel.
- Calengol félig manó, félig törpe lény, Nives és Arcandida első számú ellensége.
- Herbert de Lom herceg Lom földjének hercege, Nives jegyese. Titokzatos természetére azonban fény derül.

### A korallok hercegnője
- Kalea a Korallok Birodalmának hercegnője. Szelíd és hiszékeny, vonzódik valakihez, aki elhiteti vele, hogy a barátja. Optimista, romantikus, naivan megbízik a gonosz emberekben. 17 éves.
- Purotu és Naehu Kalea fogadott testvéröccsei. Külsőleg szinte egyformák, de jellemükben nagyon is különböznek. Rajonganak a korallok hercegnőjéért.
- Tiarè udvari kertészlány, Kalea legjobb barátnője. A Nefelejcs Virágát körbezáró sövénylabirintus őre.
- Emiri udvari szakács. Magas, tagbaszakadt férfi, de a tekintete szelíd és jóságos. Négy papagáj a segítője.
- Kaliq Zaba titokzatos fiatalember, a távoli Aranyló Homok Birodalmából érkezik. Növények kutat, és szereti a tengert. Egy  hajótörés után Nefelejcs Virágában köt ki.
- Garcia Nefelejcs Virágának királyi gyilkos delfinje, Kalea hű társa a vízi utakon.
- Moea a Korallok Birodalmának világítótornyát őrzi, Kalea bölcs bizalmasa. A hercegnő úgy fordul hozzá tanácsért, mintha az anyjához menne.
- Javasember a Korallok Birodalmának gyógyítója. A gyógyszerek és a gyógyfüvek minden titkát ismeri. A birodalom bölcse.

### A sivatag hercegnője
- Samah a sivatag hercegnője. Bölcs és megfontolt, átérzi a legnagyobb nővér kötelességeivel járó felelősség súlyát. Húsz éves.
- Armal Samah unokaöccse, bátor jellem, odavan a kalandokért és a nagy, nyílt terekért. Kedvenc időtöltése a sivatag felfedezése és Okkerszikla meredek falának megmászása.
- Daishan Armal nővére Samah unokahúga. Romantikus, szelíd, álmodozó alkat, de ha valami nem tetszik neki, ki tudja ám nyitni a száját.
- Dasin az Okkerszikla egyetlen székén üldögélő szövőnő különleges vásznakat készít, melyekbe a széltől hallott történeteket szövi bele.
- Rubin Blue kiismerhetetlen idegen, az évenként megrendezett Homoki Vásárra érkezik Okkersziklára. Nyájas, udvarias modora felkeltik a helybéliek érdeklődését, de gyanakvását is...
- Amira a hercegnő saját lovának kijár az arany nyeregtakaró és a különleges bánásmód az udvari istállóban. Amira pompás paripa, rendkívül megbízható ösztönei révén pótolhatatlan segítőtársa Samahnak a végeláthatatlan homoksivatagban.
- Yuften fiatal kereskedő, a Zöld síkság szélén fekvő falvak egyikéből érkezik Okkersziklára. Ösztöneire hallgató, zabolázhatatlan ifjú. Szíve egy olyan lányért dobog, akinek királyi vér folyik az ereiben.
- Nagyapa Samah anyai nagyapja, a Bölcs Király egykori tanácsadója a bölcs Amar költő és író is egyben. Samah mindenben számíthat rá, különösen, ha vigaszra vagy jó tanácsra van szüksége.

### Az erdők hercegnője
- Yara, tizenhat éves, az Erdők Birodalmának uralkodónője és a Fantázia Birodalmának legfiatalabb hercegnője. Mindig tele van ötletekkel.
- Sumati a biztos pont az erdők hercegnője életében. Ő gondozta Yarát, miután a hercegnő szülei egy-egy külön birodalmat bíztal az öt testvérre. Yarát szeretettel és egy édesanya odaadásával nevelte föl.
- Arun Jangalaliana palotája a birodalom építészének és ácsának remekműve. Tartózkodó, szűkszavú ember, akinek alkotásai láttán a többi halandó nem jut szóhoz az ámulattól.
- Darany ha táncmulatság készül, Darany, az udvari muzsikus semmi szín alatt nem hiányozhat. Jangalaliana palotája kész hangszergyűjteménnyel büszkélkedhet, melyet Darany becses kincsként őriz.
- Vanak a nai-lai törzs főnöke, a Bölcs Király és Yara ellensége. Harcias jellem, aki idővel behódol egy nagyobb és hatalmasabb erőnek.
- Lalima a puha szőrű párduc a hercegnő hű társa. A mangroveerdőben találtak rá, amikor még kicsi volt. Azóta Yara és ő elválaszthatatlan barátok.
- A szentjánosbogarak gazdája a Mohos Lankákon álló kunyhóban él egy öreg bölcs, akinek a szíve a nai-laikhoz húz. Úgy tűnik azonban, hogy borongásra hajlamos jelleme mögött titkos tudás és kifürkészhetetlen talányok rejtőznek...
- Verdelj a fekete rizzsel töltött óriáspapirusz-rolád a fő specialitás Jangalaliana palotája. Kivételes tehetségű szakács készítiː Verdelj, az udvari gorilla.

### A sötétség hercegnője
- Diamante a sötétség hercegnője. A föld felszíne alatt épült csodálatos palotában, Kerekkőben él. Nivesnek, a jéghercegnőnek az ikertestvére, úgy hasonlítanak egymásra, mint két tojás. Ám néha irigy húgára, mert úgy gondolja, ő az apjuk kedvence. Néha szeszélyes, szemtelen és durva, 18 éves. Kedvenc elfoglaltsága a drágakövek megmunkálása. Beleszeret Rubin Blue-ba, a messziről érkezett titokzatos idegenbe.
- Zecchino Diamante házitanítója. Nem csak a hercegnő tanulmányi előmenetele a feladata; ő az egyetlen, aki vissza tudja fogni a heves természetét.
- Zaffira élettel teli, szimpatikus leányzó, Zecchino lánya, Diamante mellett dolgozik Kerekkőben. Diamante meglehetősen szigorú vele, mert bosszantja Zaffira pontossága, tökéletessége.
- Bársonyos Szárnyú Pillangók a hercegnő elválaszthatalan társai, a legenda szerint hópelyhek átváltozott alakjai, a Sokszínű Medencékből libbennek ki.
- A Sötét Folyamok Mestere a Sötétség Birodalmának legnagyobb bölcse, Kerekkő titkainak örzője. Hatalmában tartja a Sokszínű Medencék vizeit is, melyek alján rejlik az Álom Dalának ötödik, nagybecsű része.
- Rókakukták a gránitkonyhákból áradó mennyei illat az ő érdemük: ők az udvari szakácsok. Az általuk készített édesgyökér-levesnek nincs párja az Öt Birodalomban.
- Ortensio az udvar fiatal, lendületes kertésze, szenvedélyesen műveli a Füves Mezőket. Könnyen összetalálkozhatunk vele Kerekkő folyosóin, amikor a frissen szedett zöldséggel, édes gyümölcsökkel teli hátikosarát a konyhákra szállítja.
- A királyi testőrség vakondjai senki sem ismeri náluk jobban Kerekkő szűk alagútjait! Ezért nem csak a palota védelme a feladatuk; kényes munkák elvégzésére is vállalkoznak, mint például sókristályokat szállítanak.

### Az álom királynője
- Az Álom Királynője milyen titok övezi a királynőt? Miközben elkerülhetetlenül közeleg a Név Nélküli Herceggel való leszámolás pillanata, a hercegnők kiderítik, hogy anyjuk közelebb van hozzájuk, mint gondolnák...
- A Bölcs Király senki nem sejti, hogy Helgi – az Örök Jég Birodalmának kertésze – külseje alatt a Bölcs Király, az öt hercegnő apja rejtőzik. Ideje, hogy a birodalom minden titkára fény derüljön végre!
- A Név Nélküli Herceg nem odázhatja tovább, hogy megmutassa igazi arcát. Jéghideg tekintete és kegyetlen lelke előtt semmi nem marad észrevétlen; a királyi családnak minden bátorságát össze kell szednie, ha le akarja győzni.
- Fehér tigrisek varázsállatok, a Bölcs Király alkotta őket, hogy őrizzék az Álom Erőd tornyaiba zárt titkokat. A hercegnők kizárólag csellel és kedvességgel szelídíthetik meg a vadakat.
- Nives a jéghercegnő
- Gunnar Nives férje, a jégherceg. A hercegnő szerelmének köszönheti, hogy megtört a varázs, mely farkastestbe kényszerítette.
- Kalea a korallok hercegnője
- Samah a sivatag hercegnője
- Yara az erdők hercegnője
- Diamante a sötétség hercegnője
- Rubin Blue Diamante vőlegénye

## Helyszínek

### A jéghercegnő
- Arcandida, a királyi kastély.
- Kikötő
- Fókák kikötője
- Királyok útja Arcandidától a kikötőig vezető út.
- Nagy Fa barlangja itt található a Nagy Fa, az Örök Jég Birodalmát mindenféle gyümölccsel ellátó fa.
- Calengol barlangja Nives és a birodalom elsőszámú ellenségének otthona.
- Villámsújtotta Rengeteg a háború idején elpusztult erdő, ahol Calengol és családja élt.
- Befagyott Tó
- Falu itt él az Örök Jég Birodalmának népe, mintegy ötven ember.
- Mozdulatlan Tenger
- Keleti Fennsík
- Világ Sóhaja a feltörő gejzír.
- Nagy Vulkánok, egyikük a Hekta vulkán, melynek hamujából átlátszó tinta készül, így csak a levél címzettje tudja elolvasni.
- Őrszemek nagy jéghegyek.

### A korallok hercegnője
- Nefelejcs Virága a királyi palota. Régen Kék Virágnak hívták.
- Kőalga az elsüllyedt város. Mielőtt a tenger alatt szunnyadó vulkán kitört, a föld felszínén helyezkedett el. Mára már e virágzó város teljesen a felszín alá süllyedt, a vulkán pedig csodálatos szigetté szelídült, mely a Hold Szigete nevet kapta.
- Tenger alatti barlang, itt őrzi Kalea az Álom Dalának rábízott sorait.
- A javasember korallzátonya, itt él a javasember.
- Nap Szigete, évente itt tartják a horgászversenyt, melynek célja, hogy valaki kifogja az Aranyhalat. A szerencsés halász és családja aztán egy évig Nefelejcs Virága vendégszeretetét élvezi.
- Aranyló Part, a Nap Szigetén található.
- Hold Szigete békés földdarabbá szelídült vulkán.
- Világítótorony, a Hold Szigetén található, a birodalom legmagasabb pontja. Itt él Moea, a torony őre, Kalea bizalmasa.
- Elmerült Út a Nap és Hold Szigetét összekötő víz alatti út.
- Csillagok Szigete Nefelejcs Virágának otthont adó sziget.
- Fehér Öböl, a Csillagok Szigetét körülölelő öböl.

### A sivatag hercegnője
- Okkerszikla, melyen egy város magasodik, itt található a királyi palota.
- Káprázatok Folyója, a folyó, ami átszeli a Suttogások Sivatagát.
- Suttogások Sivataga, dűnéi képezik az Aranyló Homok Birodalmának egy részét.
- Kietlen Lejtők a Suttogások Sivatagának nyugati része, itt rejtőzik Samah verse.
- Zöld síkság, itt él a birodalom népe.
- Királyok útja, egy út, aminek neve megegyezik az Örök Jég Birodalmában levőével.
- Az Aranyló Homok Birodalmának Akadémiája, sok tudósnak és kutatónak ad otthont.
- Bölcsek kikötője

### A erdők hercegnője
- Jangalaliana a királyi palota.
- Smaragd Lagúna, vize alatt található egy alagút, a titkos átjáró az Örök Jég Birodalmába.
- Ölelkező Törzsek két fa, melynek törzsei egymásba fonódnak. Samah itt vált el Gunnartól és Kaleától.
- A Fehér Virágok Tisztása, ha valaki mond valamit, aztán megérinti az egyik virágot, ha az becsukódik, hazudott, ha nem, akkor igazat mondott.
- A szentjánosbogarak gazdájának háza, itt él a szentjánosbogarak gazdája.
- Mohos Lankák
- Hét Forrás Folyója
- A ranija törzs faluja, Mayura a törzsfőnöke.
- A sepcha törzs faluja vízen ácsolt, kiterjedt cölöprendszerre épült.
- A knot törzs faluja
- A tamang törzs faluja
- A nai-lai törzs faluja

### A sötétség hercegnője
- Kerekkő a királyi palota.
- Sokszínű Medencék gyógyító hatású vize idecsalogatja a birodalom lakóit. A víz egyik medencéből a másikba folyik, s egyik alján ott rejtőzik Diamante verse.
- Smaragd Vízesés a Sokszínű Medencéket táplálja.
- Fehér Hegy Kerekkő alatt található hegy, mely tövében rejlik a gumó, amiért annyira odavan a Százfogú nevű szörny.
- Sóbányák
- Füves Mezők itt szerzi be a konyhán szükséges zöldséget és gyümölcsöt az udvar kertésze, Ortensio.
- Gránitkastély falu itt él a birodalom népe.
- A Végzetes Tűz Odúja, a Tűz segítségével sikerül Diamantének és társainak kiszabadítaniuk Nives udvarát a jég fogságából.

### Az álom királynője
- Szél Torka barlangüreg, melyet igen erős légáramlat jár át. Csak a fal mellett haladva lehet átjutni, az Alvó Átjáróba vezet.
- Alvó Átjáró egy alagút, koromsötét és olyannyira keskeny, hogy csak egy ember fér el benne. Hőmérséklete alacsonyabb, mint az Öt Birodalomban.
- Fekete Szakadék az Alvó Átjáró folytatása. A túlsó oldalra csak úgy lehet átjutni, ha átugorják.
- Falak Játéka varázslat, mely falat húz oda, ahol addig nem volt. Csak akkor válnak valódi fallá, ha az előttük levő elhiszi, hogy igazi.
- Titkos Száj itt kezdődik a palotába vezető út. Két hullám között kell beugrani a fal kis résén.
- A Vissza Nem Térés Lépcsője az Álom Erődjének bejárata. Csak úgy lehet keresztüljutni rajta, ha nem néznek vissza, miközben felmennek a lépcsőn.
- Álom Erőd az az erőd, melyben az Alvó Palota található.
- Alvó Palota itt alszik az Öreg Király és udvara.
- Feledés Tornya itt található a Varázslatok Tizenkét Kőtáblája. Itt van összegyűjtve az Öt Birodalom összes varázslata az alacsonyabb szinteken elhelyezett kevésbé hatékonyaktól a torony tetején elrejtett igazán veszélyesekig. Aki kiejti a Tizenkét Kőtábla egyikén levő varázsigéket, sebezhetőbb lesz.
- Emlékezet Tornya itt találhatóak a birodalom történetéről szóló régi kötete. Az egyik kötet külön talapzaton áll, a Jelen Nagy Könyve, mely önmagát írja, rögtön megörökít mindent, ami történik az Öt Birodalomban. Amint megtörténik, a következő pillanatban már ott van az oldalakon.

## Magyarul
A Fantázia Birodalmának hercegnői; Alexandra, Pécs, 2010–2017
- A jéghercegnő; ford. Kotsis Orsolya; 2010
- A korallok hercegnője; ford. Nagy Nóra; 2011
- A sivatag hercegnője; ford. Nagy Nóra; 2012
- Az erdők hercegnője; ford. Nagy Nóra; 2013
- A sötétség hercegnője; ford. Nagy Nóra; 2014
- Az álom királynője; ford. Nagy Nóra; 2015
- A tenger boszorkánya; ford. Nagy Nóra; 2017

## Fordítás
- Ez a szócikk részben vagy egészben  a   Principesse del regno della fantasia című olasz Wikipédia-szócikk fordításán alapul.  Az eredeti cikk szerkesztőit annak laptörténete sorolja fel. Ez a jelzés csupán a megfogalmazás eredetét és a szerzői jogokat jelzi, nem szolgál a cikkben szereplő információk forrásmegjelöléseként.